# Takaši Šimoda
Takaši Šimoda (japonsko 下田 崇), japonski nogometaš, * 28. november 1975.
Za japonsko reprezentanco je odigral eno uradno tekmo.